# برستنبانز
برستنبانز (بالإنجليزيَّة: Prestonpans، وتُلفظ: /prɛstənˈpænz/، وبالغيليَّة الإسكتلنديَّة: Baile an t-Sagairt، وبالإسكتلنديَّة: The Pans) هي بلدة تعدين صغيرة تقع على بعد نحو ثمانية أميال شرق إدنبرة في مقاطعة لوثيان الشرقية الإسكتلنديَّة. بلغ عدد سكان البلدة نحو 10,460 نسمة في عام 2020. تقع البلدة على مقربة من الأرض التي وقعت عليها معركة برستنبانز سنة 1745 (والتي عرفت في البداية باسم معركة غلادزمير ثم غُيِّر اسمها ليصبح معركة ترنينت وأعيد تسميتها تحت اسم معركة برستنبانز -على الرغم من أن الأدلة تشير إلى أن المعركة وقعت على بعد بضعة أميال خارج البلدة). تعرف برستنبانز باسم "مدينة اللوحات الجداريَّة"، نظرًا لانتشار العديد من اللوحات الجداريَّة التي تصوّر التاريخ المحلي.

## التعليم
يوجد في البلدة مدرستين ابتدائيتين ومدرسة ثانوية.

## النقل
تقع محطة برستنبانز للسكك الحديديَّة على خط إدنبرة-نورث بيرك.

## التوأمة
في عام 2006، أقامت برستنبانز وبلدات كوكنزي وبورت سيتون ولونغنيدري اتفاقيات توأمة مع بلدة بارجا في إقليم تسكانة بإيطاليا.

## أعلام
- ألان جاكوبسن، لاعب في اتحاد الرغبي.[4]
- بيل جويس، لاعب كرة قدم.[5]
- تام باتون، مدير فني.[6]
- جوش تايلور، ملاكم محترف.[7]
- مارتن ويتفيلد، معلِّم سابق في مدرسة برستنبانز الابتدائيَّة وعضو حزب العمال الإسكتلندي في البرلمان عن دائرة لوثيان الشرقيَّة (2017–2019).[8]